# Gmina Jabłonka
Die Gmina Jabłonka ist eine Landgemeinde im Powiat Nowotarski der Woiwodschaft Kleinpolen in Polen. Ihr Sitz ist das gleichnamige Dorf (slowakisch und ungarisch Jablonka).

## Geographie
Die Gemeinde hat eine Fläche von 213,28 km². Zu den Gewässern gehört die Czarna Orawa, die über Orava und Waag in die Donau entwässert. Die Grenze zur Slowakei verläuft südwestlich in fünf Kilometer Entfernung.

## Geschichte
Von 1939 bis 1945 wurde das Gemeindegebiet ein Teil des Slowakischen Staates. Erst 1947 ließ die Tschechoslowakei ihre Ansprüche auf das Gebiet endgültig fallen.
Von 1975 bis 1998 gehörte die Gemeinde zur Woiwodschaft Nowy Sącz.

## Gliederung
Zur Landgemeinde gehören die folgenden Dörfer:
Chyżne, Jabłonka, Jabłonka-Bory, Lipnica Mała, Orawka, Podwilk, Zubrzyca Dolna und Zubrzyca Górna.
Weitere Ortschaften sind die Siedlungen Danielki und Zawodzie.

## Persönlichkeiten
- Ferdynand Machay (1889–1967), polnischer Priester und Nationalaktivist.